# Aristóbulo del Valle
Aristóbulo del Valle (ur. 15 marca 1845 w Dolores, zm. 29 lutego 1896 w Buenos Aires) – argentyński prawnik i polityk, współzałożyciel Radykalnej Unii Obywatelskiej z Leandro Alemem.
Jego ojciec Narciso był pułkownikiem i adiuntantem Juana Manuela de Rosasa. Po ukończeniu studiów był profesorem prawa konstytucyjnego na Uniwersytecie w Buenos Aires. Współpracował z pismami El Nacional i La Nación. Był członkiem izby deputowanych prowincji Buenos Aires. W 1878 bezskutecznie startował w wyborach na gubernatora Buenos Aires (Alem był wraz z nim kandydatem na wicegubernatora). W 1870 został wybrany na deputowanego, a w 1876 na senatora. Od 1880 do 1881 był tymczasowym prezydentem Senatu Argentyny. W 1889 należał do założycieli partii Unia Obywatelska (Unión Cívica). Jego przemówienie w Senacie krytykujące potajemną emisję papierowych pieniędzy było jednym z katalizatorów nieudanej rewolucji w 1890. Del Valle był wówczas jednym z członków junty rewolucyjnej. Pu upadku zrywu musiał zrezygnować z mandatu, ale w 1891 został ponownie wybrany do Senatu.
Po rozłamie w Unii Obywatelskiej w 1891 założył z Alemem Radykalną Unię Obywatelską i pismo El Argentino. Od 5 lipca do 12 sierpnia 1893 sprawował funkcję ministra wojny i marynarki. Brał udział w przygotowaniach do rewolucji w 1893. Zmarł na zawał serca spodowodowany cukrzycą w swoim gabinecie na uczelni. Pochowany na Cementerio de la Recoleta. W dzielnicy Recoleta znajduje się też jego pomnik autorstwa francuskiego rzeźbiarza Emile’a Peynota.